# USS LST-419
O USS LST-419 foi um navio de guerra norte-americano da classe LST que operou durante a Segunda Guerra Mundial.